# Rhopalochernes germainii
Rhopalochernes germainii är en spindeldjursart som först beskrevs av Luigi Balzan 1887.  Rhopalochernes germainii ingår i släktet Rhopalochernes och familjen blindklokrypare. Inga underarter finns listade i Catalogue of Life.